# Rudolph Bergh
Pour les articles homonymes, voir Bergh (homonymie).
Ludvig Sophus Rudolph Bergh (1824-1909) est un médecin et zoologiste danois.

## Biographie
En 1863, Rudolph Bergh devient médecin chef à l’hôpital général Almindeligt Hospital de la rue Amaliegade de Copenhague – aujourd’hui disparu – travaillant au département de dermatologie et des maladies vénériennes. Il change en 1886 pour Vestre Hospital où il opère jusqu’en 1903. L’année suivant sa mort, l’hôpital Vestre Hospital prend son nom. En ce lieu et jusqu’en 2000 sont alors dispensés gratuitement et anonymement des examens pour les maladies vénériennes, dont le sida, en plus de renseignements pour leur prévention.
Cet hôpital est fermé pour raisons économiques en 2000 et une partie de ses services sont transférés à l’hôpital de Bispebjerg, à Copenhague.
Parmi les nombreux écrits produits par Rudolph Bergh se trouve un rapport sur les tatouages des prostituées publié en 1891 dans le journal de l’hôpital, rapportant ses recherches sur le lien entre prostitution, criminalité et tatouages. Cet article, qui peut sembler rétrograde de nos jours ne doit pas être considéré comme la seule contribution de Rudolph Bergh qui a œuvré pour l’amélioration de la santé publique, en particulier sur la limitation de effets des maladies sexuellement transmissibles.
En dehors de son travail de médecin, il est aussi passionné de zoologie. Il devient connu internationalement comme l’expert de référence pour l’anatomie et la systématique des nudibranches, comme cela est rapporté par Den Store Danske Encyklopædi (La grande encyclopédie danoise).
Devant le Rudolph Berghs Hospital de la rue Tietgensgade à Copenhague, se trouve le buste éponyme, sculpté par P.S. Krøyer en 1894. Le docteur garde ce buste, cadeau de ses collègues, à son domicile jusqu’à sa mort, où sa veuve l’offre à l’hôpital.
Une rue portant son nom se trouve dans le quartier Ydre Østerbro du nord-est de Copenhague.
Son fils Rudolf Sophus Bergh (1859-1924) est un compositeur et zoologiste danois.